# 羅尼·羅德里奎茲
羅尼·羅德里奎茲（英語：Ronny Rodriguez，1992年4月17日—），為一名多明尼加棒球選手，曾效力於美國職棒底特律老虎隊、日本職棒北海道日本火腿鬥士隊，以及中華職棒味全龍隊，守備位置為內野手，在中華職棒的登錄名為「龍德力」。

## 生平

### 美國職棒時期
2010年，和克里夫蘭印地安人隊簽下合約，開啟職棒生涯，並在2011年於1A的湖郡船長隊中出賽98場比賽，擊出91支安打，11支全壘打，打擊率0.246。
2012年，參加了亞歷桑那秋季聯盟，並被分配到斯科茨代爾蠍子隊，2013年升上2A，總計在2A打了3年，2015年季末入選第一屆12強棒球賽，代表多明尼加隊參賽，賽中15個打數有6支安打，包含對戰日本隊的一支全壘打，打擊率0.400。
2016年，升上3A，在2016及2017兩年中都在3A出賽了至少100比賽，且打擊率皆在0.250以上，但還是沒有升上大聯盟，並在2017年季末成為自由球員。
2017年12月16日，和底特律老虎隊簽下小聯盟合約，2018年5月，獲選國際聯盟單月最佳球員，並於5月31日首次升上大聯盟，但在大聯盟的期間19個打數只有5支安打，因此在6月6日又被下放到小聯盟，直到7月5日再次升上大聯盟，而2018年在大聯盟的成績為62場出賽，191個打數裡擊出42支安打，打擊率0.220。
2019年，首度擠進開季名單，並在8月23日擊出生涯首支滿貫砲，2019年大聯盟成績為出賽84場比賽，61支安打及14支全壘打，打擊率0.221。
2019年12月9日，轉隊至密爾瓦基釀酒人隊，並在2020年9月14日遭到DFA，隨後成為自由球員。

### 日本職棒時期
2020年11月27日，和北海道日本火腿鬥士隊簽下合約，來季將到亞洲打球，並在4月22日迎來一軍初登場，不過在中傳出確診COVID-19，因此導致整季打擊不振，在日本職棒一軍只出賽50場比賽，擊出24支安打，6支全壘打，打擊率僅0.197，季後未獲續約。

### 中華職棒時期
2022年1月20日，味全龍隊宣布簽下Rodriguez，並將登錄名取為「龍德力」，但因為6月時因傷下到二軍後復原狀況不佳，因此味全龍隊在8月中宣布解約，結束短暫的亞洲之旅。

### 墨西哥聯盟時期
2023年1月31日，和墨西哥聯盟的蒙特雷蘇丹隊簽約。

## 職棒生涯成績

### 美國職棒
| 年度 | 球隊       | 出賽 | 打數 | 安打 | 全壘打 | 打點 | 盜壘 | 三振 | 四死 | 壘打數 | 打擊率 | 上壘率 | 長打率 | OPS   |
| ---- | ---------- | ---- | ---- | ---- | ------ | ---- | ---- | ---- | ---- | ------ | ------ | ------ | ------ | ----- |
| 2018 | 底特律老虎 | 62   | 191  | 42   | 5      | 20   | 2    | 42   | 10   | 64     | 0.220  | 0.256  | 0.335  | 0.591 |
| 2019 | 底特律老虎 | 84   | 276  | 61   | 14     | 43   | 3    | 82   | 13   | 121    | 0.221  | 0.252  | 0.438  | 0.690 |
| 合計 | 2年        | 146  | 467  | 103  | 19     | 63   | 5    | 124  | 23   | 185    | 0.221  | 0.254  | 0.396  | 0.650 |

### 日本職棒
| 年度 | 球隊               | 出賽 | 打數 | 安打 | 全壘打 | 打點 | 盜壘 | 三振 | 四死 | 壘打數 | 打擊率 | 上壘率 | 長打率 | OPS   |
| ---- | ------------------ | ---- | ---- | ---- | ------ | ---- | ---- | ---- | ---- | ------ | ------ | ------ | ------ | ----- |
| 2021 | 北海道日本火腿鬥士 | 50   | 122  | 24   | 6      | 12   | 1    | 38   | 3    | 52     | 0.197  | 0.216  | 0.426  | 0.642 |
| 合計 | 1年                | 50   | 122  | 24   | 6      | 12   | 1    | 38   | 3    | 52     | 0.197  | 0.216  | 0.426  | 0.642 |

### 中華職棒
| 年度 | 球隊   | 出賽 | 打數 | 安打 | 全壘打 | 打點 | 盜壘 | 三振 | 四死 | 壘打數 | 打擊率 | 上壘率 | 長打率 | OPS   |
| ---- | ------ | ---- | ---- | ---- | ------ | ---- | ---- | ---- | ---- | ------ | ------ | ------ | ------ | ----- |
| 2022 | 味全龍 | 12   | 44   | 9    | 0      | 5    | 0    | 13   | 1    | 15     | 0.273  | 0.289  | 0.341  | 0.630 |
| 合計 | 1年    | 12   | 44   | 9    | 0      | 5    | 0    | 13   | 1    | 15     | 0.273  | 0.289  | 0.341  | 0.630 |

## 外部連結
- 羅尼·羅德里奎茲在台灣棒球維基館上的頁面（繁體中文）
- 羅尼·羅德里奎在美國職棒官網（英语）
- 羅尼·羅德里奎在日本職棒官網（英语）
- 羅尼·羅德里奎在中華職棒官網
- 羅尼·羅德里奎在Baseball-Reference.com（大聯盟）（英语）
- 羅尼·羅德里奎在Baseball-Reference.com（小聯盟以及海外聯盟）（英语）
- 羅尼·羅德里奎在ESPN（MLB）（英语）
- 羅尼·羅德里奎在FanGraphs.com（英语）
- 羅尼·羅德里奎在Retrosheet（英语）
- 羅尼·羅德里奎在The Baseball Cube（英语）